# MotorAve
MotorAve est une marque d'instruments de musique, basée en Caroline du Nord, aux États-Unis.

Fondée à Los Angeles en 2002 par le luthier Mark Fuqua, les premiers modèles ne seront élaborés que 5 ans plus tard, en 2007, après son installation en Caroline.
« Pas d'employés, pas de sous-traitance, et à part pour les micros et l'électronique, ainsi qu'une partie de la coque, je fabrique [ces guitares] dans leur intégralité, finitions comprises » explique Mark sur son site, témoignant du soin tout particulier apporté à ses produits.

## Modèles
Tous les modèles sont faits main, et disponible en différents coloris. L'acheteur est apte à demander des personnalisations en sus (telles que l'ajout d'un vibrato "Bigsby", des coloris non standards ou le choix du type de manche).

### BelAire
Instrument demi-caisse large, à l'image des Gibson ES-335 ou Rickenbacker, dont le modèle "360F" a directement inspiré l'ouïe présente sur le corps.

Les musiciens Alain Johannes et Josh Homme (Queens of the Stone Age) commandèrent respectivement les deux premiers qui sortirent des ateliers (en 2007), et contribuèrent significativement à la reconnaissance de la marque (et de ce modèle en particulier). Brendan Benson (proche de Jack White avec lequel il fonda les Raconteurs) possède également une BelAire.

Le prix de base est de $4850.

### LeMans
Grandement inspiré de la Gibson SG, ce modèle solidbody est plus compact que la BelAire.

Le prix de base est de $3750

### McQueen
Élaboré à la demande d'un ami qui souhaitait acquérir une guitare dans le style "Les Paul", c'est le plus récent de la marque.
Le prix de base est de $4250
Il existe aussi une version "special", disponible à partir de $3250.